# Visicalc
Visicalc (aus engl. visible calculator) war das erste kommerzielle Tabellenkalkulationsprogramm für Personal Computer und Heimcomputer. Es wurde erstmals 1979 für den Apple II durch das Unternehmen Personal Software auf den Markt gebracht. Das Konzept stammt von Dan Bricklin, die Software wurde gemeinsam mit Bob Frankston erstellt. Das Programm ermöglichte erstmals kaufmännische Berechnungen, ohne Programmierkenntnisse beim Nutzer vorauszusetzen. Später erschienen Portierungen auch für Apple III, für Atari 400 und 800, den Commodore PET, den TRS-80 und schließlich für Intel-8086-basierte Computer von IBM.

## Geschichte
Am 12. Mai 1979 stellte Dan Bricklin auf der West Coast Computer Faire die Vorabversion einer Tabellenkalkulation auf dem Apple II vor. Im Oktober 1979 wurde die Software unter dem Namen VisiCalc veröffentlicht und war ein Verkaufsargument für den Apple-Rechner.
1983 brach der Verkauf von Visicalc mit dem Erscheinen von Lotus 1-2-3 ein. Später wurde Visicalc von Lotus 1-2-3 übernommen und kurz darauf eingestellt. Der Verkaufspreis lag in der Schweiz zuletzt bei CHF 150,00.

## Versionen
Apple
- 1979: Version 1.0

IBM PC
- 1981: Version 1.00
- März 1982: Version 1.10
- 1983: Version 1.20

Die letzte Version wurde 1985 als Paladin FlashCalc vermarktet.